# Ерос (Луизијана)
Ерос (енгл. Eros) град је у америчкој савезној држави Луизијана.

## Демографија
По попису из 2010. године број становника је 155, што је 47 (-23,3%) становника мање него 2000. године.
| Група             | 2000.       | 2010.       |
| Белци             | 201 (99,5%) | 131 (84,5%) |
| Афроамериканци    | 0 (0,0%)    | 17 (11,0%)  |
| Азијати           | 0 (0,0%)    | 0 (0,0%)    |
| Хиспаноамериканци | 0 (0,0%)    | 2 (1,3%)    |
| Укупно            | 202         | 155         |